# Chichibu
Chichibu (Japans: 秩父市, Chichibu-shi) is een stad in de prefectuur  Saitama, Japan. In 2013 telde de stad 64.754 inwoners. Chichibu maakt deel uit van de metropool Groot-Tokio.

## Geschiedenis
Op 1 april 1950 werd Chichibu benoemd tot stad (shi). In 1954 werden de dorpen Odamaki, Haraya en Kuna toegevoegd aan de stad. In 1957 werden Takashino en Ota toegevoegd. In 1958 werd de gemeente Kagemori toegevoegd. Ten slotte werden in 2005 de gemeente Yoshida en de dorpen Arakawa en Otaki toegevoegd.

## Partnersteden
- Toshima, Japan sinds 1983
- Sanyo-Onoda, Japan sinds 1996
- Antioch, Verenigde Staten sinds 1967
- Gangneung, Zuid-Korea sinds 1983
- Linfen, China sinds 1988
- Warringah, Australië sinds 1996

Steden:
Ageo · Asaka · Chichibu · Fujimi · Fujimino · Fukaya · Gyoda · Hanno · Hanyu · Hasuda · Hidaka · Higashimatsuyama · Honjo · Iruma · Kasukabe · Kawagoe · Kawaguchi · Kazo · Kitamoto · Koshigaya · Konosu · Kuki · Kumagaya · Misato · Niiza · Okegawa · Saitama (hoofdstad) · Sakado · Satte · Sayama · Shiki · Shiraoka · Soka · Toda · Tokorozawa · Tsurugashima · Wako · Warabi · Yashio · Yoshikawa

Districten:
Chichibu · Hiki · Iruma · Kitaadachi · Kitakatsushika · Kodama · Minamisaitama · Osato
Gemeenten per district